# Municipio de Washington (condado de Clarke, Iowa)
Washington Township es un municipio del condado de Clarke, Iowa, Estados Unidos. Según el censo de 2020, tiene una población de 265 habitantes.

## Geografía
La subdivisión está ubicada en las coordenadas 41°7′2″N 93°50′51″O / 41.11722, -93.84750. Según la Oficina del Censo de los Estados Unidos, tiene una superficie total de 89.40 km², de la cual 89.38 km² corresponden a tierra firme y 0.02 km² son agua.

## Demografía
Según el censo de 2020, hay 265 personas residiendo en la zona. La densidad de población es de 3.0 hab./km². El 94.34 % de los habitantes son blancos, el 0.38 % es afroamericano, el 1.51 % son de otras razas y el 3.77 % son de una mezcla de razas. Del total de la población, el 3.02 % son hispanos o latinos de cualquier raza.